# West, West Texas
West, West Texas (englisch Are You Listening?) ist ein feministischer Comic von Tillie Walden. Sie erzählt darin von der Ausreißerin Bea und der Autonärrin Lou, die sich zufällig an einer Raststätte begegnen und anschließend gemeinsam Richtung Westen unterwegs sind. Während die Geschichte voranschreitet, nimmt der Road Trip auf den einsamen Straßen von Texas zunehmend surreale und übernatürliche Facetten an. Insgesamt ist der Comic inhaltlich und grafisch düster gehalten. Die US-amerikanische Ausgabe erschien 2019 bei First Second Books, die deutsche Übersetzung brachte Reprodukt noch im gleichen Jahr heraus.

## Inhalt
Ohne Plan oder Ziel ist die 18-jährige Bea aus ihrem Elternhaus in der texanischen Provinz ausgerissen. An einer einsam gelegenen Raststätte trifft sie auf Lou, die sie flüchtig aus ihrer Nachbarschaft kennt und ungefähr 10 Jahre älter ist. Die Autonärrin, die ebenfalls ohne konkretes Ziel nach Westen unterwegs ist, nimmt Bea spontan mit. Die beiden lernen sich näher kennen – Lou bringt der jüngeren Bea sogar das Autofahren bei – bis sie einander vertrauen und über ihre Verletzungen sprechen. Dabei schildert Bea unter anderem, dass sie von zu Hause abgehauen ist, um dem anhaltenden Missbrauch durch ihren Cousin zu entkommen. Lou hadert mit ihrer lesbischen Identität, nachdem sie und ihre Freundin sich getrennt haben, während Bea noch nicht so recht mit ihrer eigenen Homosexualität klar kommt. Recht bald lesen die zwei eine eigenartige, mit übernatürlichen Fähigkeiten ausgestattete Katze am Straßenrand auf, die sie für verloren halten. Das schneeweiße Tier heißt laut Halsband „Diamond“ und lebt in West, West Texas. Bea und Lou entschließen sich daraufhin, Diamond nach Hause zu bringen. Seitdem passieren merkwürdige Dinge und der Roadtrip nimmt zunehmend surrealere Züge an. Das Wetter spielt verrückt, zwei unheimlich anmutende Männer vom Verkehrsamt für Fernstraßenüberwachung nehmen die Verfolgung der Frauen beziehungsweise Katze auf und die Umgebung nimmt seltsame sowie unnatürliche Formen an. Trotz der immer bizarreren Umstände ihrer Reise fahren die zwei weiter und suchen eine Stadt, die niemand zu kennen scheint und die auf keiner Landkarte verzeichnet ist.

## Stil
Das Werk fällt sowohl inhaltlich als auch grafisch eher düster aus. Monochrome, dunkle Lila-Töne dominieren die Zeichnungen und betonen damit die Tristesse der leeren Straße und einsamen Landschaft. Akzente setzt Walden mit herbstlichem Rot und Orange, ein intensives Rosa verstärkt die unheimliche Fremdartigkeit der Geschichte. Insgesamt entsteht der Eindruck einer permanenten, gespenstischen Dämmerung. Im Kontrast sind einige Szenen farbenfroh und mit wohliger Atmosphäre inszeniert, beispielsweise die Tankstelle, an der sich Bea und Lou anfangs treffen. Ihre Linienführung gestaltet Walden vielseitig, mal kantig und eckig, an anderer Stelle unruhig und nervös. Dialoge setzt Walden in ihrem über 300 Seiten starken Werk recht selten und zurückhaltend ein, sie erzählt die Geschichte eher mit Hilfe ihrer Illustrationen. Insbesondere Landschaften und Umgebungen nehmen viel Raum in den Zeichnungen ein und werden zum Teil imposant in Szene gesetzt. Die sich zunehmend verändernde Kulisse scheint dabei immer mehr die Persönlichkeiten und Erfahrungen von Bea und Lou widerzuspiegeln. Dabei spielt die Comic-Künstlerin wiederholt mit Form und Farben. Sie variiert Anordnung und Größe der Panels, Vegetation und Bergspitzen ragen über Panelumrandungen hinweg, Grenzen zwischen Panels sind verwischt oder der Hauptfigur wächst eine Landschaft aus ihrem Kopf, als ob sie daran denken würde. Sämtliche Haupt- und Nebenfiguren besetzt Walden mit Frauen, von Männern gehen in der Geschichte nur Bedrohung und Gefahr aus. Als besonders verstörend fallen die angeblichen Mitarbeiter des Verkehrsamtes für Fernstraßenüberwachung auf, allein schon durch ihre groteske Erscheinung. Wie bei den Texten und Dialogen ist auch die Charakterzeichnung eher sparsam gestaltet, einzig die beiden Hauptfiguren Bea und Lou sind detaillierter ausgearbeitet.

## Veröffentlichungen
Sowohl die US-amerikanische Originalausgabe Are You Listening?, als auch die deutsche Übersetzung West, West Texas von Barbara König erschienen 2019 bei First Second Books beziehungsweise Reprodukt. Es gibt weitere Übersetzungen ins Französische, Italienische und Spanische.

## Kritiken
Laut Kulturzeit erzähle Walden von einer „Reise ohne Ziel – und der Suche nach sich selbst“. Nach Pirouetten und Auf einem Sonnenstrahl präsentiert Walden ihren dritten, umfangreichen Comic, von denen „einer besser als der andere“ ausfalle, befindet Gerrit Lungershausen bei Comicgate. Dabei sei die Provinz in West, West Texas so einladend wie beispielsweise bei Twin Peaks – „also gar nicht“. Der Road Trip werde von „Anfang an von Zeichen des Fantastischen begleitet“. Spätestens wenn eine Brücke unter dem fahrenden Auto wegbricht, die Reise aber ungehindert weiter geht, sei klar, dass hier kein reales Texas, sondern ein „fantastisches Pendant“ gezeigt werde. Die Geschichte sei nicht nur unglaublich gut gezeichnet, sondern auch unglaublich gut erzählt. Dabei inszeniere Walden „sich selbst […] und eine Heimat zu finden, als […] ein gemeinsames Ziel“. Andrea Heinze erkennt bei Deutschlandfunk ebenfalls Parallelen zu Filmen von David Lynch, der Comic sei ähnlich symbolisch aufgeladen. Im Gegensatz zu Lynch gehe Walden allerdings äußerst liebevoll mit ihren Figuren um. Sie habe eine ganz neue Form der Coming-of-Age-Erzählung entwickelt, einem Road Movie gleich zeichne Walden „so spektakulär und temporeich, dass es nicht wie erbaulicher Kitsch wirkt, sondern wie ein Action-Comic“.
Auch wenn „magischer Realismus“ ein kniffliges Genre darstelle, sei Walden die Umsetzung gelungen, schreibt Etelka Lehoczky bei NPR. Sie inszeniere dabei keine dichte, fantastische Welt, sondern verzichte eher auf Details und lasse vieles im Ungewissen. Dabei fühle sich alles in der traumartigen Geschichte gleichzeitig größer als das Leben und merkwürdig eigenschaftlos an („has the feel of a dream where everything is both larger-than-life and strangely featureless“). Andy Oliver hält bei Broken Frontier fest, Walden treibe ihre visuelle Extravaganz in West, West Texas zu neuen Höhen. Dabei decke sie einige schwierige Themen ab, darunter befinden sich Identität, Trauma, Verlust und Akzeptanz. Insbesondere die ruhigen, dialogfreien Sequenzen blieben im Gedächtnis, da diese gekonnt die unausgesprochenen Aspekte der Beziehung zwischen Bea und Lou einfingen. In der fantastischen Reise fließe das Wortwörtliche und Symbolische ineinander über und schaffe mit der Beziehung von Wahrnehmung und Realität eine wirkmächtige Metapher. Am Ziel der Reise müssten die Leser selber ankommen („the literal and the symbolic flow in and out of each other, and where the relationship between perception and reality is cloaked in powerfully resonant metaphor […] the inevitable destination […] is one that the reader must arrive at for themselves“).

## Auszeichnungen
Im Jahr 2020 erhielt West, West Texas sowohl einen Eisner Award in der Kategorie „Best Graphic Album: New“, als auch einen Rudolph-Dirks-Award in der Gattung „Beste Publikationen“ im Genre „Experimentell / Alternativ“.